# Masanobu Izumi
Masanobu Izumi (jap. 泉 政伸, Izumi Masanobu; * 8. April 1944 in der Präfektur Hiroshima) ist ein ehemaliger japanischer Fußballspieler und -trainer.

## Nationalmannschaft
1965 debütierte Izumi für die japanische Fußballnationalmannschaft.